# 孙立军 (1963年)
孙立军（1963年—），男，安徽宿州人，中国交通工程专家，同济大学交通运输工程学院道路与机场工程系教授、博士生导师、院长，研究方向为路面工程、道路与机场设施管理、可持续的交通系统。教育部首批长江学者特聘教授。

## 生平
1979年至1989年，先后取得同济大学路桥系学士学位、道路与铁道工程硕士和博士学位；1986年在同济大学道路交通工程系任教至今。

## 学术贡献
承担国家科技部"十五"重大科技专项"上海ITS示范工程"等多个重点学术科研课题、出版多本学术著作、发表数百篇论文。

## 奖项
获得国家科技进步二等奖等多个奖项。